# 泉清
泉 清（いずみ きよし、1963年5月11日 - ）は、日本の実業家。
FM TANABE株式会社の代表取締役。
田辺市商店街振興組合連合会理事長（2012年5月-2017年3月）。
和歌山県田辺市で毎年10月に行われる「弁慶まつり」の第8代目武蔵坊弁慶役。身長183cm。体重は約100kg
血液はO型。趣味はバイク。特技は水泳。
弁慶まつり実行委員（1993年-）、紀州弁慶伝説保存会会長（2002年-2013年解散）、田辺納税協会理事、田辺観光協会理事、田辺商工会議所常議員、弁慶まつり応援団（2014年-2018退会）として地域活動に参加。

## 来歴・人物
和歌山県田辺市で新聞販売店の三人姉妹の長男として産まれる。小学校時代肥満気味の体型を解消するため水泳の特練に通い水泳に目覚める。高雄中学校時代には水泳部に所属し練習に励む。のちに心臓肥大（スポーツ心臓）診断される。

## 略歴
- 1963年　和歌山県田辺市湊に生れる
- 1976年　田辺市立田辺第二小学校卒業。
- 1979年　田辺市立高雄中学校卒業。
- 1982年　和歌山県立田辺商業高校商業科卒業。
- 1982年-1992年　大阪中央郵便局に勤務（郵政事務官）。
- 1993年-2011年  産経新聞田辺販売所（家業）
- 2007年　FM TANABE株式会社創業・代表取締役就任。
- 2012年-2017年　田辺市商店街振興組合連合会理事長。